# Primera B 2006 (Colombia)
La  Temporada 2006 de la Primera B, conocida como Copa Premier 2006 por motivos comerciales, fue la decimoséptima de la segunda división del fútbol profesional colombiano.

## Sistema del torneo
Los 18 equipos fueron sorteados en dos nonagonales regionales, en los cuales se enfrentaron con un duelo intergrupos en los torneos Apertura y Finalización. Los dos primeros de cada nonagonal avanzaron al cuadrangular final, del cual salía el ganador de cada torneo.
El ganador del Torneo Apertura se enfrentaría al ganador del Finalización, para definir al campeón del año y ascendido directamente a la Categoría Primera A para la temporada 2007, mientras que el subcampeón jugará la serie de promoción con el penúltimo (17°) de la tabla del descenso de la Primera división, sistema implementado desde esta temporada.

## Equipos participantes

### Relevo anual de clubes
| Ascendido a la Primera A                        |
| ----------------------------------------------- |
| Cúcuta Deportivo (Campeón de la Primera B 2005) |

| Descendido a la Primera B                                 |
| --------------------------------------------------------- |
| Unión Magdalena (Peor promedio acumulado en la Primera A) |

### Datos de los clubes
- Para esta temporada desaparece el Florida Soccer, vendiendo su ficha al Córdoba F.C..
- Bello F.C. cambia su nombre a Atlético Bello.
- Depor Cartago cambia de sede para denominarse Depor Jamundí.
- Pumas de Casanare cambia su localía para estrenar el Estadio Santiago de las Atalayas.
- Expreso Rojo jugó el primer semestre en Sincelejo y el segundo en Cartagena.

| Equipo                  | Ciudad/Municipio             | Estadio                                                            |
| ----------------------- | ---------------------------- | ------------------------------------------------------------------ |
| Academia F. C.          | Bogotá                       | Estadio de Compensar                                               |
| Alianza Petrolera       | Barrancabermeja              | Estadio Daniel Villa Zapata                                        |
| Atlético Bello          | Bello                        | Estadio Tulio Ospina                                               |
| Bajo Cauca              | Caucasia                     | Estadio Orlando Aníbal Monroy                                      |
| Barranquilla F. C.      | Barranquilla                 | Romelio Martínez                                                   |
| Bogotá F. C.            | Bogotá                       | Estadio Alfonso López Pumarejo                                     |
| Centauros Villavicencio | Villavicencio                | Estadio Manuel Calle Lombana                                       |
| Córdoba F. C.           | Cereté                       | Estadio Alberto Saibis Saker                                       |
| Cortuluá                | Tuluá                        | Estadio Doce de Octubre                                            |
| Depor Jamundí           | Jamundí                      | Estadio Cacique Jamundí                                            |
| Deportivo Rionegro      | Rionegro                     | Estadio Alberto Grisales                                           |
| Expreso Rojo            | Sincelejo Cartagena          | Estadio Arturo Cumplido Sierra Estadio Pedro de Heredia            |
| Girardot F.C.           | Girardot                     | Estadio Luis Antonio Duque Peña                                    |
| La Equidad              | Bogotá Soacha (Cundinamarca) | Estadio Alfonso López Pumarejo Estadio Luis Carlos Galán Sarmiento |
| Patriotas               | Tunja                        | Estadio La Independencia                                           |
| Pumas de Casanare       | Yopal                        | Estadio Santiago de las Atalayas                                   |
| Unión Magdalena         | Santa Marta                  | Estadio Eduardo Santos                                             |
| Valledupar F. C.        | Valledupar                   | Armando Maestre Pavajeau                                           |

## Torneo Apertura

### Nonagonales regionales
- Grupo A.

| Pos | Equipo             | Pts | PJ | G  | E | P | GF | GC | Dif |
| --- | ------------------ | --- | -- | -- | - | - | -- | -- | --- |
| 1.  | Unión Magdalena    | 40  | 18 | 12 | 4 | 2 | 27 | 9  | 18  |
| 2.  | Valledupar F. C.   | 30  | 18 | 8  | 6 | 4 | 17 | 18 | -1  |
| 3.  | Bajo Cauca         | 27  | 18 | 8  | 3 | 7 | 17 | 19 | -2  |
| 4.  | Córdoba F. C.      | 23  | 18 | 5  | 8 | 5 | 19 | 22 | -3  |
| 5.  | Alianza Petrolera  | 22  | 18 | 6  | 4 | 8 | 19 | 17 | 2   |
| 6.  | Expreso Rojo       | 22  | 18 | 5  | 7 | 6 | 18 | 19 | -1  |
| 7.  | Deportivo Rionegro | 19  | 18 | 5  | 4 | 9 | 14 | 21 | -7  |
| 8.  | Atlético Bello     | 16  | 18 | 3  | 7 | 8 | 13 | 23 | -10 |
| 9.  | Barranquilla F. C. | 15  | 18 | 3  | 6 | 9 | 17 | 21 | -4  |

- Grupo B.

| Pos | Equipo                  | Pts | PJ | G  | E | P  | GF | GC | DIF |
| --- | ----------------------- | --- | -- | -- | - | -- | -- | -- | --- |
| 1.  | La Equidad              | 36  | 18 | 11 | 3 | 4  | 24 | 15 | 9   |
| 2.  | Academia F. C.          | 34  | 18 | 10 | 4 | 4  | 29 | 13 | 16  |
| 3.  | Depor Jamundí           | 30  | 18 | 9  | 3 | 6  | 23 | 19 | 4   |
| 4.  | Patriotas               | 29  | 18 | 7  | 8 | 3  | 28 | 17 | 11  |
| 5.  | Cortuluá                | 29  | 18 | 7  | 8 | 3  | 26 | 23 | 3   |
| 6.  | Centauros Villavicencio | 21  | 18 | 5  | 6 | 7  | 12 | 15 | -3  |
| 7.  | Girardot F. C.          | 17  | 18 | 4  | 5 | 9  | 21 | 28 | -7  |
| 8.  | Bogotá F. C.            | 14  | 18 | 3  | 5 | 10 | 12 | 26 | -14 |
| 9.  | Pumas de Casanare       | 13  | 18 | 2  | 7 | 9  | 22 | 33 | -11 |

### Cuadrangular final
| Pos. | Equipo           | Pts. | PJ | G | E | P | GF | GC | Dif. |                                                               |
| ---- | ---------------- | ---- | -- | - | - | - | -- | -- | ---- | ------------------------------------------------------------- |
| 1    | La Equidad       | 12   | 6  | 3 | 3 | 0 | 6  | 3  | +3   | Ganador del Torneo Apertura y clasificado a la final del año. |
| 2    | Valledupar F. C. | 8    | 6  | 2 | 2 | 2 | 9  | 9  | 0    |                                                               |
| 3    | Academia F. C.   | 7    | 6  | 2 | 1 | 3 | 6  | 5  | +1   |                                                               |
| 4    | Unión Magdalena  | 5    | 6  | 1 | 2 | 3 | 4  | 7  | −3   |                                                               |

 Fuente: Dimayor

#### Resultados
- Fuente:[1]

| Valledupar | 3 - 1 | Academia        | Armando Maestre Pavajeau    | 31 de mayo |
| La Equidad | 1 - 0 | Unión Magdalena | Luis Carlos Galán Sarmiento | 31 de mayo |

| Academia        | 0 - 1 | La Equidad | Compensar      | 3 de junio |
| Unión Magdalena | 2 - 2 | Valledupar | Eduardo Santos | 3 de junio |

| Academia   | 2 - 0 | Unión Magdalena | Compensar                | 7 de junio |
| Valledupar | 1 - 1 | La Equidad      | Armando Maestre Pavajeau | 7 de junio |

| Unión Magdalena | 1 - 0 | Academia   | Eduardo Santos              | 10 de junio |
| La Equidad      | 2 - 1 | Valledupar | Luis Carlos Galán Sarmiento | 10 de junio |

| La Equidad | 0 - 0 | Academia        | Luis Carlos Galán Sarmiento | 14 de junio |
| Valledupar | 2 - 0 | Unión Magdalena | Armando Maestre Pavajeau    | 14 de junio |

| Academia        | 3 - 0 | Valledupar | Compensar      | 17 de junio |
| Unión Magdalena | 1 - 1 | La Equidad | Eduardo Santos | 17 de junio |

## Torneo Finalización

### Nonagonales regionales
- Grupo A.

| Pos | Equipo                  | Pts | PJ | G | E | P | GF | GC | Dif |
| --- | ----------------------- | --- | -- | - | - | - | -- | -- | --- |
| 1.  | Centauros Villavicencio | 34  | 18 | 9 | 7 | 2 | 28 | 17 | 11  |
| 2.  | Deportivo Rionegro      | 29  | 18 | 8 | 5 | 5 | 24 | 17 | 7   |
| 3.  | Valledupar F. C.        | 28  | 18 | 8 | 4 | 6 | 23 | 18 | 5   |
| 4.  | Academia F. C.          | 25  | 18 | 6 | 7 | 5 | 22 | 21 | 1   |
| 5.  | Bajo Cauca              | 23  | 18 | 6 | 5 | 7 | 28 | 25 | 3   |
| 6.  | Unión Magdalena         | 23  | 18 | 6 | 5 | 7 | 23 | 29 | -6  |
| 7.  | Depor Jamundí           | 21  | 18 | 6 | 3 | 9 | 17 | 25 | -7  |
| 8.  | Bogotá F. C.            | 20  | 18 | 5 | 5 | 8 | 22 | 26 | -4  |
| 9.  | Girardot F. C.          | 18  | 18 | 3 | 9 | 6 | 25 | 25 | 0   |

- Grupo B.

| Pos | Equipo             | Pts | PJ | G  | E | P  | GF | GC | Dif |
| --- | ------------------ | --- | -- | -- | - | -- | -- | -- | --- |
| 1.  | Cortuluá           | 40  | 18 | 12 | 4 | 2  | 31 | 14 | 17  |
| 2.  | La Equidad         | 35  | 18 | 10 | 5 | 3  | 30 | 19 | 11  |
| 3.  | Barranquilla F. C. | 33  | 18 | 10 | 3 | 5  | 39 | 26 | 13  |
| 4.  | Pumas de Casanare  | 29  | 18 | 8  | 5 | 5  | 28 | 22 | 6   |
| 5.  | Patriotas          | 21  | 18 | 5  | 6 | 7  | 21 | 21 | 0   |
| 6.  | Alianza Petrolera  | 19  | 18 | 5  | 4 | 9  | 16 | 26 | -10 |
| 7.  | Córdoba F. C.      | 19  | 18 | 5  | 4 | 9  | 16 | 33 | -17 |
| 8.  | Atlético Bello     | 13  | 18 | 3  | 4 | 11 | 19 | 35 | -16 |
| 9.  | Expreso Rojo       | 11  | 18 | 2  | 5 | 11 | 16 | 29 | -13 |

### Cuadrangular final
| Pos. | Equipo                  | Pts. | PJ | G | E | P | GF | GC | Dif. |                                          |
| ---- | ----------------------- | ---- | -- | - | - | - | -- | -- | ---- | ---------------------------------------- |
| 1    | La Equidad              | 11   | 6  | 3 | 2 | 1 | 12 | 6  | +6   | Campeón y ascendido a la Primera A 2007. |
| 2    | Cortuluá                | 10   | 6  | 3 | 1 | 2 | 6  | 6  | 0    |                                          |
| 3    | Centauros Villavicencio | 8    | 6  | 2 | 2 | 2 | 5  | 9  | −4   |                                          |
| 4    | Deportivo Rionegro      | 4    | 6  | 1 | 1 | 4 | 7  | 9  | −2   |                                          |

 Fuente: Dimayor

#### Resultados
- Fuente:[2]

| La Equidad | 3 - 0 | Centauros | Alfonso López (UN) | 14 de octubre |
| Cortuluá   | 2 - 0 | Rionegro  | Doce de Octubre    | 14 de octubre |

| Centauros | 1 - 1 | Cortuluá   | Manuel Calle Lombana | 18 de octubre |
| Rionegro  | 1 - 1 | La Equidad | Alberto Grisales     | 18 de octubre |

| Centauros  | 1 - 0 | Rionegro | Manuel Calle Lombana | 21 de octubre |
| La Equidad | 3 - 0 | Cortuluá | Alfonso López (UN)   | 21 de octubre |

| Rionegro | 3 - 0 | Centauros  | Alberto Grisales | 28 de octubre |
| Cortuluá | 1 - 0 | La Equidad | Doce de Octubre  | 28 de octubre |

| Cortuluá   | 1 - 2 | Centauros | Doce de Octubre    | 1 de noviembre |
| La Equidad | 4 - 3 | Rionegro  | Alfonso López (UN) | 1 de noviembre |

| Centauros | 1 - 1 | La Equidad | Manuel Calle Lombana | 4 de noviembre |
| Rionegro  | 0 - 1 | Cortuluá   | Alberto Grisales     | 4 de noviembre |

|                                |
| Bandera de Colombia            |
| Campeón La Equidad 1.er título |

## Definición del segundo lugar
La finalísima se canceló luego que La Equidad se adjudicará los dos torneos del año y ascendiera directamente a la Primera A para la temporada 2007. Por ello, los segundos de cada torneo jugaron una serie en partidos de ida y vuelta para definir al equipo que jugaría la serie de promoción. Al final, Valledupar F. C. avanza a la serie de promoción con el marcador global de 3-2. Con goles por parte del Cortulua del Quindiano Oscar A. León y Roberto Polo, y en Valledupar F. C. goles de Diego Herazo x 2 y santiago Rodas 
| 11 de noviembre | Valledupar F. C. | 3:2     | Cortuluá | Estadio Armando Maestre Pavajeau, Valledupar |  |
|                 |                  | Reporte |          |                                              |  |

| 18 de noviembre | Cortuluá | 0:0     | Valledupar F. C. | Estadio Doce de Octubre, Tuluá |  |
|                 |          | Reporte |                  |                                |  |

## Serie de promoción
Valledupar F. C. se enfrentó al penúltimo de la tabla de descenso de la Primera A, el Atlético Huila. Tras la serie, Atlético Huila permanece en la Primera A para la temporada 2007 con el marcador global de 3-0.
| 22 de noviembre | Valledupar F. C. | 0:1     | Atlético Huila | Estadio Armando Maestre Pavajeau, Valledupar |  |
| 19:00           |                  | Reporte |                |                                              |  |

| 29 de noviembre | Atlético Huila | 2:0     | Valledupar F. C. | Estadio Guillermo Plazas Alcid, Neiva |  |
| 20:30           |                | Reporte |                  |                                       |  |

## Tabla de reclasificación
- Sumatoria total de puntos en el año de los nonagonales y cuadrangulares.

| Pos | Equipo                  | Pts | PJ | G  | E  | P  | GF | GC | Dif |
| --- | ----------------------- | --- | -- | -- | -- | -- | -- | -- | --- |
| 1.  | La Equidad              | 94  | 48 | 27 | 13 | 8  | 72 | 43 | 29  |
| 2.  | Cortuluá                | 79  | 42 | 22 | 13 | 7  | 63 | 43 | 20  |
| 3.  | Unión Magdalena         | 68  | 42 | 19 | 11 | 12 | 54 | 46 | 8   |
| 4.  | Academia                | 66  | 42 | 18 | 12 | 12 | 57 | 39 | 18  |
| 5.  | Valledupar F. C.        | 66  | 42 | 18 | 12 | 12 | 49 | 45 | 4   |
| 6.  | Centauros Villavicencio | 63  | 42 | 16 | 15 | 11 | 45 | 41 | 4   |
| 7.  | Deportivo Rionegro      | 52  | 42 | 14 | 10 | 18 | 45 | 47 | -2  |
| 8.  | Depor Jamundí           | 51  | 36 | 15 | 6  | 15 | 40 | 44 | -3  |
| 9.  | Patriotas               | 50  | 36 | 12 | 14 | 10 | 49 | 38 | 11  |
| 10. | Bajo Cauca              | 50  | 36 | 14 | 8  | 14 | 45 | 44 | 1   |
| 11. | Barranquilla F. C.      | 48  | 36 | 13 | 9  | 14 | 56 | 47 | 9   |
| 12. | Pumas de Casanare       | 42  | 36 | 10 | 12 | 14 | 50 | 55 | -5  |
| 13. | Córdoba F. C.           | 42  | 36 | 10 | 12 | 14 | 35 | 55 | -20 |
| 14. | Alianza Petrolera       | 41  | 36 | 11 | 8  | 17 | 35 | 43 | -8  |
| 15. | Bogotá F. C.            | 44  | 36 | 8  | 10 | 18 | 34 | 52 | -18 |
| 16. | Girardot F. C.          | 35  | 36 | 7  | 14 | 15 | 46 | 53 | -7  |
| 17. | Expreso Rojo            | 33  | 36 | 7  | 12 | 17 | 34 | 48 | -14 |
| 18. | Atlético Bello          | 29  | 36 | 6  | 11 | 19 | 32 | 58 | -26 |

## Goleadores
| Jugador                | Equipo             | Goles |
| ---------------------- | ------------------ | ----- |
| Eric Cantillo          | Pumas de Casanare  | 22    |
| Fredys Arrieta         | Barranquilla F. C. | 21    |
| Roberto Polo           | Cortuluá           | 19    |
| Mario Sergio Angulo    | Unión Magdalena    | 16    |
| Diego Fernando Salazar | Girardot F. C.     | 14    |